# ルイジ・セラフィーニ
ルイジ・セラフィーニ（イタリア語: Luigi Serafini, 1949年8月4日 - ）は、イタリアのローマ生まれ。イタリア人の美術家、建築家、工業デザイナーである。非常に特異で不思議な著書『コデックス・セラフィニアヌス』(Codex Seraphinianus、1981年初版）の作者として有名である。

## 経歴
建築学を勉強していた時、セラフィーニはマウリッツィオ・スカリパンティとルイジ・ペレグリンに師事していた。1971年、寝袋とカメラ（ローライフレックス）を持ってアメリカ横断の旅に出、アルコサンティでは、建設の初期、パオロ・ソレーリの元で働くためにとどまっている。1972年にはユーフラテス川に沿いバビロニアまで下り、1973年は、赤道直下のアフリカも訪れてもいる。その後、建築家としての経歴を持つようになる。
1981年、『コデックス・セラフィニアヌス』の初版をフランコ・マリア・リッチ出版社より発行する。この本は、ロラン・バルトの注目を買い、そのことについて、イタロ・カルヴィーノが『砂のコレクション』（オスカー・モンダドーリ出版社、1984年）のエッセイの中で書いている。本は、その後、現在のリッツォーリ出版社のものに至るまで、7版が発行され、現在のものは8版目である。『コデックス・セラフィニアヌス』は、さらに、アルベールビルオリンピック（1992年）で開会式と閉会式の演出をしたフランス人の振付家フィリップ・ドゥクフレに影響を与えている。1984年には、『（小さな）プルチネッロペディア』をロンガネージ出版社より発行する。50以上の鉛筆画を組曲に見立てた仕上げになっていて、短いテキストが添えられ、全体がプルチネッラの仮面に捧げられている。
セラフィーニは、画家であるだけでなく、彫刻家、陶工、金細工師などでもある。工業デザインの世界でも活躍し、エットレ・ソットサス率いるメンフィスグループに参加したり、サワヤ＆モローニ社の椅子「スパイラル」と「サンタ」の製作プロジェクトに加わったり、アルテミデ社のガラス、照明などを手がけるなどしている。
1990年には、フェデリコ・フェリーニ監督、ロベルト・ベニーニ、パオロ・ヴィラッジョ主演の映画「ボイス・オブ・ムーン」のポスターを制作している。1991年には、ミラノ・スカラ座のフレデリック・アシュトン振付バレエ作品「ジャズ・カレンダー」の舞台、衣装、照明の演出を担当している。イタリア放送協会（RAI）と協力し、番組のセットやオープニングテーマなども手掛けている。
1998年には、ミラノのムディーマ財団にて「絵画のテアトロ」というタイトルで個展を開いた。1999年には、ミラノのピッコロ・テアトロにて上演された、劇作家アントニオ・タランティーノによる「ドイツ悲劇への物質」で、Ubu賞、最優秀舞台美術部門のフィナリストの一人に選ばれている。
2003年、ナポリの新しい地下鉄のマーテルデイ駅を出たところにある、多彩色でレリーフのある床装飾「パラディーゾ・ペデストレ」（ペダソの天国、家族の出身地ペダソと「テレストレ（地上）」を掛け合わせた造語）と、多彩色ブロンズ像「カルペ・ディエム」（その日を摘め、鯉（カルペ）を掛けている）を製作している。
2007年5月から6月にかけて、ミラノのPAC（現代アート・パビリオン）にて「ルナ・パック・セラフィーニ」（セラフィーニの「ムーン・パーク」とPACを掛けたもの）のタイトルで「本体論的展覧会」を催した。30日ほどの開催期間中、約11.000人が訪れている。
2008年7月には、多彩色、木製の「国境なきブランコ」を制作、サン・モーリッツへ向かう道路上にあるイタリアとスイスの国境、カスタセーニャに設置されている。作品は、スイスの自治体によって購入されたが、実際にブランコに乗って揺られることで、二つの国の国境をまたぐことができるというものである。
2009年11月の終わりには、コンピュータグラフィックスにより実現した見事なイラストをちりばめた植物図鑑、ジュール・ルナールの『博物誌』の特別再発行版を、BUR-リッツォーリ出版社の60周年記念の際に発行している。これは、セラフィーニと、フェルモ県にあるペダソ市（家族の故郷）との関係を語るものともなっている。
イタリア及びフランスなども含み、各地で多数の講演に招かれている。新聞の記事として取り上げられることも多く、ラジオ局のプログラムへの参加もある。
セラフィーニの作品に関しては、フェデリコ・ゼリ、ヴィットリオ・ズガルヴィ、ジョルジョ・マンガネッリ、ジョルジョ・ソアーヴィ、ジャチント・ディ・ピエトラントニオ、アキッレ・ボニート・オリーヴァ、ダグラス・ホフスタッター、フィリッペ・ダヴェリオ、トニーノ・グエッラ、アルベルト・マングエル、ウンベルト・エーコなどが言及している。セラフィーニを高く評価する人たちの中にティム・バートンもいる。

## 作品リスト

### 著書
- 『コデックス・セラフィニアヌス』（Codex Seraphinianus）1981年　初版は非常に希少で高価　2013年発行の新版にはリミテッド・エディション（600部）もあり希少で高価
- 『小さなプルチネッロペディア』(Piccola Pulcinellopedia）共著となっているP. チェトゥルーロは架空の人物　1984年　非常に希少で高価
- 『ジュール・ルナールの植物図鑑』（Le Storie naturali）2009年　リミテッド・エディション（600部）は希少で高価
- 『黄金のうさぎ』（Il Coniglio D’Oro）ダニエラ・トラサッティのテキストに多数の図版を加えた共著　2015年